# Sociedade Geográfica Norueguesa
A Sociedade Geográfica Norueguesa (norueguês: Det norske geografiske Selskab) é uma Sociedade científica da Noruega fundada em 1889. De entre os seus fundadores, destaque-se o geólogo Hans Henrik Reusch, que foi o seu presidente entre 1898 e 1903 e, de novo, de 1907 a 1909; foi membro honorário. Num discurso na sociedade em Janeiro de 1890, o explorador polar Fridtjof Nansen propôs a Expedição Fram, uma tentativa de atingir o North Pole, e a construção do navio polar Fram.
A partir de 1926, a sociedade passou a publicar o jornal Norsk Geografisk Tidsskrift.